# Viaduc de Bussy-Varache
Le viaduc de Bussy–Varache, aussi appelé viaduc des 24 piles est situé sur la commune d'Eymoutiers, dans le département de la Haute-Vienne en région Nouvelle-Aquitaine. Le viaduc est situé sur la ligne de chemin de fer Limoges-Eymoutiers-Ussel.
Il fut l'objet d'une action commando de la Résistance pendant la Seconde Guerre mondiale lors de l'occupation allemande.

## Histoire
Le premier train de la ligne entre Paris et Limoges arrive en gare de Limoges le 2 juin 1856.
L'Assemblée nationale approuve la création d'une nouvelle ligne de Limoges à Ussel le 31 décembre 1875. Le tracé de cette ligne avait été étudié dès 1868. La ligne suit le fond de la vallée de la Vienne sur une grande partie de son parcours. Ce tracé sinueux entraîne la construction de plusieurs remblais et déblais, le creusement de plusieurs tunnels et l'édification de plusieurs ponts et viaducs. Le tronçon Limoges-Eymoutiers est inauguré le 5 janvier 1881.

### Le sabotage de 1943
Le 13 mars 1943, décidée et menée par Georges Guingouin et quelques hommes et préférée à un simple déraillement trop facilement réparable, est menée l'action qui a pour but la destruction à l'explosif d'une pile entre deux arches du viaduc, sur la ligne du Palais à Eygurande - Merlines, le rendant totalement inutilisable : la voie ferrée gît suspendue dans le vide sur plusieurs dizaines de mètres, empêchant toute circulation de train.
Ce sabotage, marque visible de l'existence d'un maquis offensif en Limousin, gênera énormément l'occupant jusqu'à la Libération, l'obligeant à faire de longs transbordements entre les deux sections désormais séparées l'une de l'autre.
Le viaduc sera réparé et la ligne remise en état après la fin de la guerre.